# ポンコツ浪漫大活劇バンピートロット
『ポンコツ浪漫大活劇バンピートロット』（ポンコツろまんだいかつげきバンピートロット）は、2005年6月30日にアイレムソフトウェアエンジニアリングから発売された、PlayStation 2 (PS2) 用ゲームソフト。
海外では『Steambot Chronicles』（スチームボットクロニクルス）の名称で発売されている。
略称は『ピートロ』、『バンピー』など。

## 概要・ゲームシステム
本作は「もう一つの産業革命」と題し、産業革命期初期のヨーロッパをモチーフとした世界を舞台とする。現実との違いは、「トロットビークル」と呼ばれる乗り物が非常に発展、普及していることである。
本作はこのトロットビークルの操縦を基本としたアクションアドベンチャーであり、トロットビークルに搭乗してのアクションバトル（道中、闘技場）のほか、トロットビークルのカスタマイズやトロットビークルを使った輸送貿易などがメインである。他にもトロット楽団のライブや個人による路上での楽器演奏など、様々な要素を持っている。

### 生活感
主人公が着る衣装や多様な食料品、時間帯による人々の生活の変化、などといった細かいところまで設定されており、プレイヤーは実際にこの世界で生活しているような気分を味わえる。アパートに部屋を借りて家具を置いたり、株式市場で株を買い、配当金を受け取ったりもできる。話したことのある人が写真に次々と載っていくアルバムや、カスタマイズや服装が通り名に反映されるなど、遊び要素も多い。
また、主人公の行動に関しても、頻繁に挿入される選択肢を選ぶことで行動を決めたり感情表現したりすることができ、善人としても悪人としてもストーリーを進めることができる。

### 演奏
本作の重要な要素の一つとして、音楽がある。これはトロット楽団との関わりもあってストーリー上にも重要な意味がある。プレイヤーは所持している楽器アイテムを選択し、路上やライブで自由に演奏することができる。操作は音楽ゲームを単純にしたようなミニゲームであるが、楽器ごとに操作法が異なり、それぞれの楽器の特徴をとらえている。譜面も楽器ごとに異なり、組み合わせで様々なアレンジにできる。ライブではもちろん、路上演奏でもおひねりをもらうことができる。
演奏曲に挿入される歌はナディア・ギフォードのもので、オリジナルの英詞曲が使われている。

### 選択肢
本作において主人公は基本的に無人格に設定され、ゲーム中に現れる選択肢の選び方次第でプレイヤーは善としても、悪としても遊ぶことができる。終盤からは大きく分けて善人ルートと悪人ルートの2通りのシナリオが用意されており、しかも悪人ルートは3種類のマルチエンディングである。また、選択肢はその後のストーリー展開を決定するだけのものではなく、「主人公＝プレイヤー」の意思主張の手段としても大きな意味を持つ。たとえその後の展開が一本道と決まっていても、それを「いやいや」するのか、「使命感を持って」するのかを主張することができる。善悪などのパラメータはなくその時の気分で変えることも許される（ただし、一部は「メモ帳」に記録される）。
選択肢の傾向として、本作では通常こうなるであろうという王道の選択肢の他に、なにかと金をせびるもの、相手に対し変な回答をするもの、敵に対し調子に乗ったりするなど、普通のゲームでは考えられないような選択肢も多く存在する。特に、金をせびるものに関しては、シナリオライターの高は車によって最初から最後まで徹底されている。
このゲームの自由度が高いと言われるのは、必ずしもまじめな展開にしなくともよい、むしろそれを崩すことに面白さを持たせているのも一つの要因である。サブイベントにも特徴があり、普通に完結しプレイヤーに利益があるものはもちろん、完結しても得をするどころか損をしたり、報われなかったりするものが存在し、現実主義が垣間見られるものも多い。
こうした選択肢の傾向は以降の「絶体絶命都市シリーズ」や「パチパラシリーズ」付属の「パチプロ風雲録」シリーズなど、他のアイレム作品にも見られるようになっている。特に途中から本作と同じゲームエンジンを採用した『パチプロ風雲録』はサブイベントの特徴も同様である。

## トロットビークル
この世界に広まっているトロットビークルとは、脚で歩行し二本のアームを備えた乗り物である。前輪を可動式のアームにし、悪路での走破力を高めた「前輪長脚クレーン車」を祖とするが、これは耐久力などの理由から実際の使用に耐えられる物ではなかった。トロットビークルは、稀代の天才といわれたナツメッグ博士がこの前輪長脚クレーン車を改良し続けたもので、「移動は車ではなく足で」といった考えの人や、山野で仕事をする人々、重労働者に受け入れられ普及する。しかし、その利便性は悪用にも繋がり、ナツメッグ博士はそれを複雑な心境で見つめている。各部パーツは独立化しており、着脱や装備変更が可能で、状況に応じてカスタマイズすることができる。
架空の乗り物/作業機械であり、説明書等では「よちよち歩きの乗り物」と訳されている。移動のための乗り物であり、車と同じ扱いであるため街中では交通ルールを守る必要がある（ゲーム中では目的地を決めることで自動的に移動し、プレイヤーが気にする必要は無い）。また、一種の重機であり、輸送・農作業・建築などに使用されている。他の作品との大きな違いは、主人公の乗り込む機体が戦闘用ではないという点で、あくまで乗り物・作業機械であり、平和的な機械であることを示している。
ビークルの操作は左右のアナログスティックを用いラジコンのような操作感である。見た目は「自動車の下に下半身があり、左右に腕がついている」といった感じで、愛嬌のあるユーモラスなデザインであり、「産業革命」を意識したレトロな雰囲気を備えている。
主人公が乗るのはラズベリーリーフ社の「カモミールII型」で、最も普及している機体とされているが、街中では見かけることはほとんどなく、工場や闘技場で同型機らしき機体を見ることができる（移動用や警察、消防には別系統の機体が使用されている）。プレイヤーがカスタマイズに使用できるものは、カモミール系のパーツやそれの改造品などである。
町の外に出没し、主人公と敵対することになる盗賊団は汎用ビークルではなく、目的に合わせた自前のカスタマイズビークルを所持・使用しており、勢力ごとに特徴がある。簡易な造りで、小規模勢力でありながら大量配備を実現したキラーエレファント団の「ルースター」、砂漠に適応し、腕をオミットする代わりに強力なガトリング砲を搭載したデザートホーネット団の「イエロー・ワスプ」、二人乗りで、大型の機体に強力な打撃武器を搭載した西の盗賊団の「ビッグフット」などが代表例である。その多くは戦闘に特化しており、主人公のビークルのように汎用性や拡張性をもった物ではない（一般のビークルは「汎用ビークル」と区別される）。ゲームには要塞のような巨大ビークルも数多く登場する。
海外版『Steambot Chronicles』では「Trotmobiles」となっている。また、本作に携わった九条一馬などがアイレムを退社後に設立した株式会社グランゼーラが展開を予定している作品『金沢独立戦線』でも「トロットモービル」なる二足歩行兵器が登場しており、同社の『マンガ・カ・ケール』にも素材として収録されている。

## ストーリー
もうひとつの産業革命期。ようやく自動車の普及が始まった頃、2足歩行の乗物「トロットビークル」が発明された。悪路に強く、二本のアームを持つトロットビークルは、農耕、輸送、土木など、さまざまな作業に自動車以上の利便性を持っていたため、みるみる社会の中に溶け込み、人々の生活になくてはならない文明の利器となった。しかし、産業の発達は人々の適応よりも速いペースで進んでしまった。機械の導入で仕事をなくす人々や、機械の力を借りて悪行を繰り返す人々、生活の利便化によって大事なものを失った人も、少なからずいたのである。
主人公であるバニラビーンズは、ウミネコ海岸に倒れているところを、トロット楽団のボーカリストである少女コリアンダー（通称コニー）に助けられる。バニラは記憶を失っており、自分のことが思い出せなくなっていた。ウミネコ海岸を出ようとした時に、向かいの崖に現れた何者かのせいで、崖が崩れ出口を塞がれる。バニラとコニーは協力して出る方法を探し、波打ち際に棄てられていたトロットビークル、「カモミール・タイプII」を見つける。
コニーを助けていくうちにバニラはトロット楽団の一員となり、仲間と協力したり、かつての自分を知る人達と再会したりする。その間にも産業革命期の世界は、さまざまな問題を生み混乱していく。
メイン、サブストーリー共に、機械や産業の発展が本当に幸福につながるのかがテーマとして浸透している。

## 登場キャラクター

### メインキャラクター
ソフト付属の解説書で紹介されている人物。
主人公（デフォルト名はバニラビーンズ、変更可）
声：川島章吾
物語開始時には記憶を失っている。強い個性はなく、台詞はほとんど選択肢によるもの。プレイヤーの選択次第で善にも悪にも、大物にも小物にもすることができる。開発者などからの愛称は「バニラ」で、『ブロックス倶楽部 with バンピートロット』でも作中でそう呼ばれている。
コリアンダー
声：熊坂明子
バンド「トロット楽団」のボーカル。普段はコニーと呼ばれている。海岸に打ち揚げられていた主人公を助ける。歴史ある町ネフロネフロの出身。ダンディリオンやその弟のチコリとは昔からの友達。現在は病気の母の世話をしつつ、国中でライブを行っている。ボーカルと併せてギターやアコーディオンの演奏もでき、母譲りの歌唱力で人気は高い。曲に歌詞をつけるのも彼女の仕事である。薬草の知識を持つ。
『ビーグルバトルトーナメント』にも数年後の姿で登場している。
マジョラム
声：中井将貴
「トロット楽団」のドラマーであり、楽団のマネージメントも行う実質のリーダーのような存在。仲間想いで心優しく、食べることが好きで、寝言では「もう食べられない」などと言う。出身は大都市ハッピーガーランドの食料品店だが、兄弟が多いため、帰郷してもホテルに宿泊する。ドラムのほかにサックスやアコーディオンも演奏できる。愛機は燃料の搭載量が多い「イエロー・ベア」。
バジル
声：葉月絵理乃
「トロット楽団」のベーシスト。無邪気で子供のような性格をしており、他人を顧みない発言をすることも多い。その性格からか大人ぶりたがる。楽団の一員、セイボリーに対し憧れのような恋心を抱いており、本人はそれを隠し通しているつもりだが、周囲には筒抜けである。ベースの他に、トランペットやバイオリンが得意と語る。愛機は小型で機動性の高い「グリーン・リーフ」。
セイボリー
声：古山あゆみ
「トロット楽団」のピアノ兼コーラスの、落ち着いた大人の女性。コニーの母から歌を習いバンドに加入した。周囲をよく見ているため、メンバーの性格をよく把握しており、相談相手になったりもする。バジルに盗賊団の様子を探らせたりなど、謎を秘めたところがある。愛機は優雅なラインをした「ワイルド・ストロベリー」。
フェンネル
声：浦田優
「トロット楽団」のギタリスト。一見冷めているが、実は情熱家である。特に音楽にかける情熱は人一倍で、そのため音楽性の違いからトロット楽団を抜けてしまう。誰もやったことのない音楽を求め、電気でギターをパワーアップさせることを思いつき、ロックバンド「フェンネルアンドブルーサンダーズ」を結成する。なお、楽団を脱退してからも、主人公とは何かと接点がある。仲間想いな面もあるが、ときおり謎めいた人物に見える。愛機は射撃戦用の「ブルー・サンダー」。ビークルバトルライセンスも所持しており、ランクも高い実力者。
ダンディリオン
声：渡邊正幸
元トロット楽団のリーダー。弟チコリの死をきっかけに楽団を辞め、弟子のトニオと山奥で楽器工房を開いている。その腕は、楽器製作・演奏ともに国内一と称えられる。コニーとは昔からの知り合いで、バンドのメンバー、特にコニーにとって兄のような存在である。楽団には今でも曲を提供したり、楽器を修理するなど協力を惜しまない。隠してはいるが、チコリのことは今も彼の心に影を落とし続けている。

### その他のキャラクター
メインストーリー上で関わるキャラクター。以下に挙げる人物のほかにもサブイベントやビークルバトル、ミニゲームなどでさまざまな人々と関わることになる。
キャプテン・シブレット
声：尾形聡子
「ジュニパーベリー号」の冷血女キャプテン。無銭乗船しようとした主人公とその友人を発見、乗組員として助けることを提示するが、その条件として部下として使えるかどうかをテストする。
ジュニパーベリー号遭難後は重傷を負ったマーシュの介護をし、大破した船の再建のための資金稼ぎの一環として花売りをする。冷血に見えて面倒見のいい人物であり、部下からの信頼は厚い。
マーシュ
声：阿澄佳奈
コニーたちの話にしばしば出てくる人物。トロット楽団のメンバー全員と面識があるが、相当に嫌な性格であったらしく、多くの人物が彼を嫌っている。
実は主人公の密航仲間であり、チュートリアルでは彼を操作する。
ローズマリー
声：星野千寿子
コニーの母で、歌が非常に上手く、コニーやセイボリーに歌の手ほどきをした。自動車やビークルが増えたことによる空気の汚染から病気を患っている。炭鉱の村ゴールドーンの出身。
おばさん
コニーの部屋の隣に住んでいる強気な女性。コニー一家になにかと世話を焼く。いつもフライパンを持っている。
ディーノ
声：麻生智久
ネフロネフロ闘技場の支配人。男性ながら口調や立ち振る舞いは女性的。
ベルモンド
ネフロ博物館の学芸員。トロット楽団に博物館の救済の手助けを依頼する。
ナツメッグ博士
声：緒方賢一
トロットビークルの産みの親。前輪長脚クレーン車の弱点を改良し、歩行機構を開発したことが、全てのトロットビークルの始まりである。医者としての知識や、楽器製作の腕も持っている天才。現在はピジョン牧場の一角に実験工房を兼ねた家を構えており、その外観は一目でビークルの開発者の家とわかるようなデザインをしている。身寄りのないダンディリオンとチコリを育てた人物でもある。
オットー、ウィリー
空を飛ぶことを夢見て、日々トロットビークルを改造・実験している、ピジョン牧場の長男・次男。真面目な三男のエリッヒと違い毎日仕事をせずにビークルをいじっているため、親からは白い目で見られている。ナツメッグ博士によると「ビークルは飛ぶようにはできていない」とのことであるが、彼らはめげずに改造を続けている。
エレファント親分
声：緒方賢一
シラサギ川下流域のハヤブサ台地に縄張りをもつ、「キラーエレファント団」の親分である大食漢。ネフロネフロの町の開放をかけて、主人公と闘う。盗賊ではあるが、人情味のある一面も見ることができる。
人事部長
キラーエレファント団の人事部長で、普段はネフロネフロの町に溶け込んでいる。技術に対して情熱があり、親分と共にキラーエレファント団を結成した。
ダッドリー
声：ヤマモトヒロフミ
主人公の行く先々に現れる、荒くれビークル乗り。自慢のビークルで他人に打ち勝つことを喜びとする。自分のやることがいつもうまくいかず、その度に何かに八つ当たりする。
ジミー
ネフロネフロの闘技場から逃げ出した、臆病な少年。ダッドリーにいじめられているところを主人公に助けられる。後に八百長バトルの対戦相手として主人公と再会する。
デルセン
声：喜多川拓郎
キャラバン隊を組織する新興企業「デルロッチ貿易」の社長。非常にやる気のある人物で、自社を大きくすることに情熱を傾けている。
ノーラ
ガラガラ砂漠でキャラバン隊を襲撃する、「デザートホーネット団」の女頭領。マーシュを探しており、マーシュと勘違いして主人公を捕らえるが、同時にさらってきたコニーの証言のおかげで主人公は命拾いする。ブラッディマンティス団を毛嫌いしている。かなりの美人だが、その事に触れると激怒する。
セントジョーンズ卿
声：小野健一
ハッピーガーランドの高名な医者であり、旧体制では平民と区別された高貴な身分であった。今は一人息子が行方不明になっており、必死に探している。
ファーガスン
声：茶風林
ハッピーガーランド警察の警部。秘密結社ブラッディマンティスと戦うため、市民軍を指揮する。
ドン・スミス
港町スームスームを裏で取り仕切る、成り上がり富豪の老人。もとはワイン商であった。
ジェイク
ドン・スミスの部下。バンドメンバーを利用して主人公を脅し、八百長をさせようとする。
ベルガモット
声：郷里大輔
大都会ハッピーガーランドに暗躍する、秘密結社「ブラッディマンティス」の総帥。大柄な体躯に立派な髭、強面の人物だが、おだてに弱く、若干抜けているようにも見える。
コンフリー
声：大橋佳野人
ブラッディマンティスの参謀。冷徹で機械的な印象の人物。
エルダー
「白い悪魔」と呼ばれる、ビークルバトル現チャンピオンの仮面の男。その強さは他のビークルバトラーと比べ飛び抜けている。正体を知る者はなく、そのあまりの強さもあり、ただ者ではないと言われている。

## インターネットラジオ番組
2005年9月より、インターネットラジオサイトJAM STATIONにおいて、『バンピートロット ポンコツラジオ』を配信開始。バニラビーンズ役の川島章吾とコリアンダー役の熊坂明子をパーソナリティーに、出演声優やアイレムスタッフをゲストに迎え、開発中のエピソードなどの話題を提供した。
2006年4月にリニューアル。タイトルは『ポンコツラジオ』に、パーソナリティーはダンディリオン役を演じた渡邊正幸になった。
※ 2009年8月現在の『ポンコツラジオ』は、山本兼平と坂戸こまつな にて放送継続中。

## 挿入歌
- 「In Your Voice」作詞：ナディア・ギフォード、作曲：さかいとしゆき、歌：ナディア・ギフォード
- 「Impossible」作詞：ナディア・ギフォード、作曲：鎌田純子、歌：ナディア・ギフォード
- 「I Cry」作詞：ナディア・ギフォード、作曲：鎌田純子、歌：ナディア・ギフォード
- 「Just Shout It Out」作詞：ナディア・ギフォード、作曲：鎌田純子、歌：ナディア・ギフォード
- 「See You Later」作詞：ナディア・ギフォード、作曲：前田真寿美、歌：ナディア・ギフォード
- 「Music Revolution」作詞：ライアン＆マリー・カーウィン、作曲：小越満、編曲：東大黒、歌：ライアン・カーウィン

## 関連作品

### ブロックス倶楽部 with バンピートロット
フランス発祥のボードゲーム「ブロックス」をコンピューターゲーム化したものに本作のキャラクターを登場させた関連作。PS2版は2005年11月17日に。PlayStation Portable版は2006年9月21日に発売された。本作のキャラクターが対戦する体裁を採っており、プレイの際にはプレイヤーキャラを選択する。PS2版には本作の世界をボードゲーム状で表現し、対戦やイベントをこなしながらゴールを目指す「バンピートロットモード」も収録。PSP版は本編に登場した宿屋「ロブスター亭」を舞台に、オリジナルの主人公を操作して本編のキャラクターと対戦を繰り広げる内容となる。キャラクターはPS2版は本編同様の3Dだが、PSP版は2Dのドットとイラストで表現される。

### ポンコツ浪漫大活劇バンピートロット ビーグルバトルトーナメント
2008年7月10日に発売されたPSP用ソフト。本編の数年後を舞台とした外伝である。本編よりもビークルバトルに特化しており、ミッションを受託したり大会で勝ち進んでストーリーを進めていくという、よりアクションゲーム的な内容となっている。逆にアドベンチャーゲーム的な生活部分は大幅に削減されている。主人公は男女から選択可能になった。「ファミ通杯 ビークルバトルトーナメント」として現実でも対戦大会が開催された。

### ポンコツ浪漫大活劇バンピートロット2
本作の続編として開発されていたが、東日本大震災後のアイレムのゲーム事業縮小によって開発中止となった。

## 関連商品
- ポンコツ浪漫大活劇バンピートロット ボーカルトラックス（音楽CD）
- ポンコツ浪漫大活劇バンピートロット オリジナルサウンドトラックス（音楽CD）
- ポンコツ浪漫大活劇バンピートロット 公式ガイドブック（攻略本）
- ポンコツ浪漫大活劇バンピートロット 公式コンプリートガイド（攻略本）